# Saint-Germain-les-Paroisses
Pour les articles homonymes, voir Saint-Germain.
Saint-Germain-les-Paroisses est une commune française, située dans le département de l'Ain en région Auvergne-Rhône-Alpes.

## Géographie
Commune de 1 627 hectares, elle rassemble six hameaux sur les marges occidentales du bassin de Belley, totalisant, en 2006, 357 habitants : Appregnin, Brognin, Cessieux, Essieux, Meyrieux, le Trappon. Elle est située à 6 km à l'ouest de Belley.
La commune se situe sur le plateau calcaire à une altitude moyenne de 400 mètres, au pied du Mollard de Don (1 219 m) et de la Croix de la Roche (1 008 m). Le GR du "tour du Bugey" passe par la commune.
La commune possède un lac, le lac d'Arboréiaz.

### Climat
Pour des articles plus généraux, voir Climat d'Auvergne-Rhône-Alpes et Climat de l'Ain.
En 2010, le climat de la commune est de type climat des marges montargnardes, selon une étude du CNRS s'appuyant sur une série de données couvrant la période 1971-2000. En 2020, Météo-France publie une typologie des climats de la France métropolitaine dans laquelle la commune est exposée à un climat de montagne ou de marges de montagne et est dans la région climatique Alpes du nord, caractérisée par une pluviométrie annuelle de 1 200 à 1 500 mm, irrégulièrement répartie en été.
Pour la période 1971-2000, la température annuelle moyenne est de 10,7 °C, avec une amplitude thermique annuelle de 17,6 °C. Le cumul annuel moyen de précipitations est de 1 397 mm, avec 11,5 jours de précipitations en janvier et 8,1 jours en juillet. Pour la période 1991-2020, la température moyenne annuelle observée sur la station météorologique de Météo-France la plus proche, « Belley Man », sur la commune de Belley à 6 km à vol d'oiseau, est de 12,1 °C et le cumul annuel moyen de précipitations est de 1 099,8 mm,. Pour l'avenir, les paramètres climatiques de la commune estimés pour 2050 selon différents scénarios d'émission de gaz à effet de serre sont consultables sur un site dédié publié par Météo-France en novembre 2022.

## Urbanisme

### Typologie
Au 1er janvier 2024, Saint-Germain-les-Paroisses est catégorisée commune rurale à habitat dispersé, selon la nouvelle grille communale de densité à 7 niveaux définie par l'Insee en 2022.
Elle est située hors unité urbaine. Par ailleurs la commune fait partie de l'aire d'attraction de Belley, dont elle est une commune de la couronne,. Cette aire, qui regroupe 31 communes, est catégorisée dans les aires de moins de 50 000 habitants,.

### Occupation des sols
L'occupation des sols de la commune, telle qu'elle ressort de la base de données européenne d’occupation biophysique des sols Corine Land Cover (CLC), est marquée par l'importance des forêts et milieux semi-naturels (65,5 % en 2018), en augmentation par rapport à 1990 (63,8 %). La répartition détaillée en 2018 est la suivante : 
forêts (65,4 %), zones agricoles hétérogènes (20,8 %), prairies (9,2 %), terres arables (2,5 %), zones urbanisées (2 %), milieux à végétation arbustive et/ou herbacée (0,1 %).
L'évolution de l’occupation des sols de la commune et de ses infrastructures peut être observée sur les différentes représentations cartographiques du territoire : la carte de Cassini (XVIIIe siècle), la carte d'état-major (1820-1866) et les cartes ou photos aériennes de l'IGN pour la période actuelle (1950 à aujourd'hui).

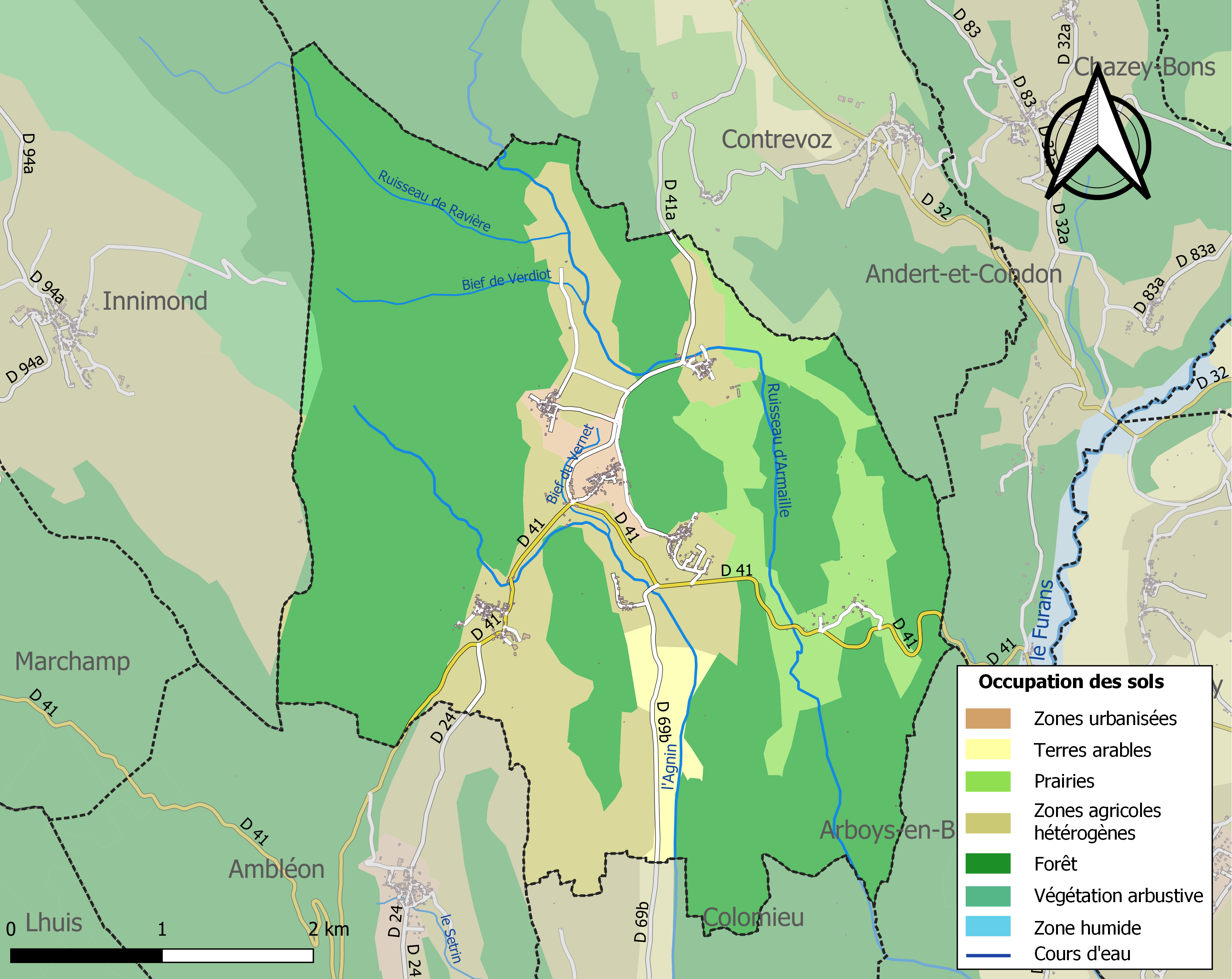
Carte des infrastructures et de l'occupation des sols de la commune en 2018 (CLC).

## Histoire
Saint-Germain-les-Paroisses est proche des lieux habités au Magdalénien : grotte des Hotteaux à Rossillon, Sous Vargonne à Contrevoz. Ses pentes ensoleillées, ses forêts, ses cours d'eau ont attiré les hommes du néolithique.
Le village d'Aspreneins (Appregnin) est mentionné dès 1249.

## Politique et administration

### Découpage territorial
La commune de Saint-Germain-les-Paroisses est membre de la communauté de communes Bugey Sud, un établissement public de coopération intercommunale (EPCI) à fiscalité propre créé le 1er janvier 2014 dont le siège est à Belley. Ce dernier est par ailleurs membre d'autres groupements intercommunaux.
Sur le plan administratif, elle est rattachée à l'arrondissement de Belley, au département de l'Ain et à la région Auvergne-Rhône-Alpes. Sur le plan électoral, elle dépend du  canton de Belley pour l'élection des conseillers départementaux, depuis le redécoupage cantonal de 2014 entré en vigueur en 2015, et de la troisième circonscription de l'Ain  pour les élections législatives, depuis le dernier découpage électoral de 2010.

### Administration municipale
| Période                                  | Période   | Identité            | Étiquette | Qualité |
| ---------------------------------------- | --------- | ------------------- | --------- | ------- |
| avant 1981                               | ?         | Joseph Pilloup      | DVG       |         |
| juin 1995                                | mars 2001 | Roland Gaudin       | DVD       |         |
| mars 2001                                | mars 2008 | Christiane Maréchal |           |         |
| mars 2008                                | mars 2014 | Jacques Fournier    |           |         |
| 2014                                     | En cours  | Régis Castin        |           |         |
| Les données manquantes sont à compléter. |           |                     |           |         |

## Population et société

### Démographie
L'évolution du nombre d'habitants est connue à travers les recensements de la population effectués dans la commune depuis 1793. Pour les communes de moins de 10 000 habitants, une enquête de recensement portant sur toute la population est réalisée tous les cinq ans, les populations de référence des années intermédiaires étant quant à elles estimées par interpolation ou extrapolation. Pour la commune, le premier recensement exhaustif entrant dans le cadre du nouveau dispositif a été réalisé en 2006.

En 2022, la commune comptait 423 habitants, en évolution de −2,53 % par rapport à 2016 (Ain : +5,15 %, France hors Mayotte : +2,11 %).
| 1793 | 1800 | 1806 | 1821 | 1831 | 1836 | 1841 | 1846 | 1851 |
| ---- | ---- | ---- | ---- | ---- | ---- | ---- | ---- | ---- |
| 685  | 707  | 781  | 780  | 961  | 879  | 844  | 879  | 841  |

| 1856 | 1861 | 1866 | 1872 | 1876 | 1881 | 1886 | 1891 | 1896 |
| ---- | ---- | ---- | ---- | ---- | ---- | ---- | ---- | ---- |
| 783  | 802  | 786  | 757  | 728  | 681  | 690  | 693  | 670  |

| 1901 | 1906 | 1911 | 1921 | 1926 | 1931 | 1936 | 1946 | 1954 |
| ---- | ---- | ---- | ---- | ---- | ---- | ---- | ---- | ---- |
| 640  | 577  | 542  | 467  | 437  | 395  | 418  | 385  | 342  |

| 1962 | 1968 | 1975 | 1982 | 1990 | 1999 | 2006 | 2011 | 2016 |
| ---- | ---- | ---- | ---- | ---- | ---- | ---- | ---- | ---- |
| 288  | 294  | 264  | 258  | 273  | 307  | 357  | 397  | 434  |

| 2021 | 2022 | - | - | - | - | - | - | - |
| ---- | ---- | - | - | - | - | - | - | - |
| 425  | 423  | - | - | - | - | - | - | - |

## Culture et patrimoine

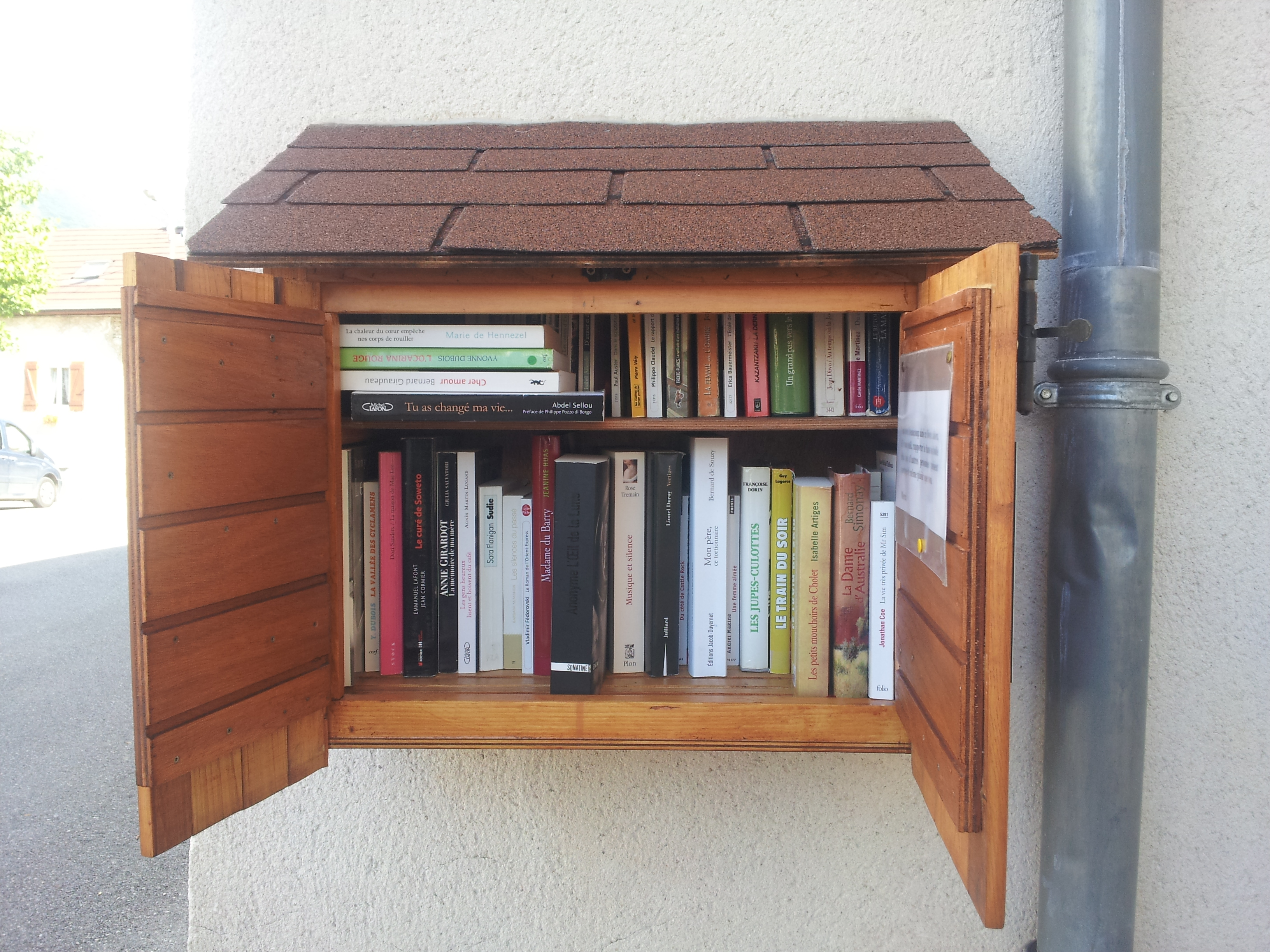
Boîte à livres située à Saint-Germain-les-Paroisses.

### Lieux et monuments
- Ruines du château de Beauretour (XIIe – XVe siècle). Les vestiges, classés monument historique, sont situés à l'extrémité d'une crête à 1,5 km au nord-nord-est du bourg. Il a été bâti vers 1400, par Jean de Rossillon, vassal du comte de Savoie[20].
- La maison forte Carron, dans le hameau de Meyrieu.
- Le four banal de Meyrieu, construit au XVIe siècle, classé monument historique en 1938.
- Église Saint-Germain de Saint-Germain-les-Paroisses.

### Personnalités liées à la commune
- Robert Castin, as de l'aviation française durant la Seconde Guerre mondiale.
- Marius Vial (1928-1990), coureur cycliste mort à Saint-Germain-les-Paroisses